# Pushkino-Gorsky (huyện)
Huyện Pushkino-Gorsky (tiếng Nga: ? райо́н) là một huyện hành chính tự quản (raion), của Tỉnh Pskov, Nga. Huyện có diện tích 1085 km², dân số thời điểm ngày 1 tháng 1 năm 2000 là 12800 người. Trung tâm của huyện đóng ở Pushkinskye Gory.